# 쎈놈
《쎈놈》은 2019년에 개봉한 액션 영화이다.

## 출연
주연
- 김도건 - 백동호 역
- 윤경호 - 백동민 역
- 왕경빈 - 장우진 역
- 서승현 - 박상호 역

조연
- 김시유 - 김시우 역
- 김대한 - 정민철 역
- 방상현 - 이하준 역
- 장용희 - 조한기 역
- 백경선 - 백경선 역
- 이권능 - 이권능 역

단역
- 서은성 - 뒷통수 학생 역
- 김지웅 - 괴롭히는 학생 역
- 이상훈 - 괴롭히는 학생, 선생님 1 역
- 정민호 - 선생님 2 역
- 박하나름 - 선생님 3 역
- 양남형 - 3학년 일진 짱 역
- 강현준 - 3학년 일진 역
- 김승진 - 아레나 학생 1 역
- 박성주 - 아레나 학생 2 역
- 남궁명언 - 아레나 학생 3 역
- 정윤성 - 돈 거는 학생 1 역
- 김하니 - 막싸움 학생 1 역
- 강지원 - 막싸움 학생 2 역
- 엄재호 - 동영상 촬영 학생 역
- 정경호 - 도망 일진 1 역
- 송우진 - 도망 일진 2 역
- 신우철 - 도망 일진 3 역
- 임종민 - 동민 친구 1 역
- 하진철 - 동민 친구 2 역
- 윤지후 - 농구 남 1 역
- 마민형 - 농구 남 2 역
- 류지석 - 탁구 남 1 역
- 노영준 - 탁구 남 2 역
- 김태헌 - 괴롭히는 학생 무리 1 역
- 박정윤 - 괴롭히는 학생 무리 2 역
- 임혁 - 인간 볼링 1 역
- 최태준 - 인간 볼링 2 역
- 박준용 - 인간 볼링 3 역
- 김찬영 - 인간 볼링 4 역
- 이진호 - 머리 맞는 학생 역

우정출연
- 차지원 - 한 선생 역
- 정도원 - 김 선생 역